# Serga
Serga é um povoado de Meremäe, em Võrumaa, no sudeste da Estônia.